# Ho-YAG-laser
Een Ho:YAG-laser is een solid-state-laser met als actief lasermedium Ho:YAG, wat een acroniem is voor "holmium-gedopeerd YAG (Yttrium-aluminium-granaat)-kristal".
Ho:YAG-lasers zenden licht uit met een golflengte van 2100 nm, dus in het infrarood. 

## Toepassingen
- Heelkunde